# Oberea trigonalis
Oberea trigonalis är en skalbaggsart som beskrevs av Stefan von Breuning 1950. Oberea trigonalis ingår i släktet Oberea och familjen långhorningar.
Artens utbredningsområde är:
- Botswana.
- Moçambique.
- Zimbabwe.

Inga underarter finns listade i Catalogue of Life.